# Chordeleg
Chordeleg è una parrocchia urbana dell'Ecuador, capoluogo dell'omonimo cantone, nella provincia di Azuay.